# Engelbrekt Lundmark
Engelbrekt Leonard Lundmark, född 16 februari 1871 i Örebro, död 13 juli 1932 i Hjørring, Danmark, författare och kompositör av talrika visor och psalmer.
Lundmark blev tidigt soldat i Frälsningsarmén. Han utbildade sig till folkskollärare och flyttade till Falun och en lärartjänst. Senare, 1929, flyttade han till Sundborn. Lundmark skrev ett antal böcker och fick sina dikter flitigt publicerade i Falu Kuriren. Han avled plötsligt 1932 under en resa i Danmark. 
Hans mest kända visa är Käre, gode Gud, som haver barnen kär.